# Бессмертная (фильм, 1963)
«Бессмертная» (фр. L’Immortelle) — франко-турецкий драматический фильм Алена Роб-Грийе, вышедший на экраны в 1963 году.
Фильм стал первой картиной французского авангардного романиста Алена Роба-Грийе, в которой он выступил в качестве режиссёра. Незадолго до того Роб-Грийе написал сценарий для революционного фильма Алена Рене «В прошлом году в Мариенбаде».
Фильм удостоен премии Луи Деллюка и был номинирован на Золотого медведя Берлинского международного кинофестиваля 1963 года.

## Сюжет
Действие картины происходит в Стамбуле. Французский учитель, известный как N (Жак Дониоль-Валькроз), которого также возможно зовут Андрэ, приезжает в Стамбул, где планирует провести некоторое время и познакомиться с городом, прежде чем приступить к преподаванию. Вскоре он знакомится с таинственной роковой красавицей, известной далее как L (Франсуаз Брион). За L, которую также возможно зовут Лале или Люсиль, как будто бы следит некий господин М (Гуидо Челано), турок в чёрных очках и с двумя доберманами, который, возможно, связан с похищением белых женщин и принуждением их к занятию проституцией. N влюбляется в L, между ними начинаются любовные отношения, они прогуливаются по городу, осматривают достопримечательности, однако L ведёт себя чрезвычайно скрытно, не сообщая N никаких сведений о том, кто она такая, где живёт и чем занимается. Неожиданно во время одной из прогулок по крепости к L подходит мальчик и что-то ей говорит, после чего она убегает, и не появляется несколько дней. N начинает её искать, обходя все места, где они бывали вместе и опрашивая всех людей, которые могли бы знать что-либо об L. Однако это не приносит никакого результата. Наконец, L появляется сама, и N уговаривает её вместе уехать из города. Когда они мчатся на большой скорости по ночной извилистой дороге, под колеса машины неожиданно выскакивает собака (возможно, принадлежащая М), в результате чего машина врезается в дерево и L гибнет в автокатастрофе. N остаётся жив, но впадает в депрессию, живя воспоминаниями о времени, проведённом с L. Наконец, он забирает из ремонта автомобиль, на котором возможно погибла L, также мчится на нём по той же ночной улице и точно также разбивается насмерть, врезавшись в дерево.

## В ролях
Франсуаз Брион — L, Женщина
Жак Дониоль-Валькроз — N, Мужчина
Гуидо Челано — M, странник
Сезер Сезин — турецкая женщина
Улви Ураз — торговец антиквариатом
Белкис Мутлу — слуга
Катрин Блиссон
Катрин Роб-Грийе — Катрин Сараян

## Темы, технические и художественные приёмы
Повествование развивается вне очевидного хронологического порядка, часто используются продолжительные флэшбеки, «редактирование памятью», повторы одних и тех же сцен с незначительными вариациями, замершие кадры, фантазии, иллюзии и видения на грани сюрреализма. В результате сюжет фильма ставит многочисленные вопросы, остающиеся без определённого ответа, что предполагает различные трактовки происходящего на экране.
В центре внимания находится тема взаимодействия объективного и субъективного времени. Так как зритель смотрит фильм глазами М, он полностью зависит от М в определении последовательности и соответственно взаимосвязи и причинности происходящих на экране событий. Память героя произвольно выхватывает события, его сознание постоянно вносит в воспоминания свои коррективы, формируя нелинейное и зачастую непоследовательное субъективное видение окружающего мира.
Одной из основных тем фильма является язык как средство коммуникации. Многие эпизоды фильма включают диалоги на турецком языке, которые зритель, также как и M, не понимает и только догадывается, формируя собственное представление о том, что происходит по другую сторону языкового барьера.
Другой важной темой картины является аутентичность исторических памятников. По ходу фильма герои осматривают древние нетронутые руины, восстанавливаемые памятники, а также полностью заново созданные «исторические достопримечательности», задаваясь вопросом о том, что из этого действительно принадлежит истории и в какой степени то, что они видят, представляет культурную ценность. Какова цель такого воссоздания истории?
Создаётся искусственный город, но хранит он реальные, хотя и не постижимые иностранцу тайны, и создание фальшивой культуры позволяет местным жителям скрывать правду.
Вслед за «В прошлом году в Мариенбаде» Роб-Грийе ниспровергает условности повествования, раскалывая временную последовательность, вводя противоречащие друг другу факты, прерывая повествование повторяющимися описаниями предметов и заканчивая историю в неопределённости… Фильм посвящён темам обмана и искусственности. L проводит для N экскурсию по Стамбулу, обещая показать ему культурные сокровища, но при этом обращает внимание на их фальшивость. Стамбул — это создающийся для туристов, мифический город, существующий только как иллюзия в стереотипном представлении западных людей… Демонстрируя несовершенство и мимолетность памяти, фильм строится с помощью последовательных слоев реминисценций, навязчиво повторяющихся в дезориентирующих вариациях.

## Создание и судьба фильма
После успеха фильма «В прошлом году в Мариенбаде» Роб-Грийе мечтал самостоятельно поставить фильм по собственному сценарию, однако не мог найти необходимого финансирования. Наконец, один бельгийский продюсер согласился обеспечить поддержку фильма при условии, что он будет полностью снят в Турции на «блокированные средства» (прибыль от другого фильма, которую нельзя было вывезти из страны), которые он был должен французской продюсерской компании Cocinor. Роб-Грийе согласился, и в результате создал свой первый фильм в качестве режиссёра как призрачную, эротическую фантазию. Роб-Грийе написал очень детальный план съёмок и требовал, чтобы он выполнялся досконально. И Брион, и Дониоль-Валькроз были друзьями режиссёра, и хотя он писал сценарий под других актёров, в итоге выбрал их.

## Награды
- 1962 — Премия Луи Деллюка — Ален Роб-Грийе
- 1963 — Номинация на Золотого медведя Берлинского международного кинофестиваля — Ален Роб-Грийе[5].

## Рейтинги
- IMDB  ссылка
- Allrovi  ссылка